# Lukas Wilaschek
Lukas Wilaschek (ur. 30 kwietnia 1981 w Katowicach) – niemiecki bokser polskiego pochodzenia, dwukrotny srebrny medalista Mistrzostw Europy w 2002 i 2004 w wadze papierowej.

## Kariera amatorska
W 2002 na Mistrzostwach Europy w Permie zdobył srebrny medal w wadze junior średniej. W finale, Wilaschek przegrał z Rosjaninem Andriejem Miszinem. 
W 2004 roku ponownie zdobył srebrny medal na Mistrzostwach Europy w Puli, ale tym razem w wadze średniej. W finale pokonał go mistrz olimpijski z Aten, Gajdarbek Gajdarbiekow. Dzięki zdobyciu srebrnego medalu, zakwalifikował się na Igrzyska olimpijskie. Podczas igrzysk, Wilaschek przegrał z Ukraińcem Olegiem Maszkinem, nie zdobywając żadnego medalu.

## Kariera zawodowa
Jako zawodowiec zadebiutował 18 września 2004 roku. Na zawodowym ringu stoczył 23 walki, z których 22 wygrał i 1 przegrał. Jego największym sukcesem było zdobycie międzynarodowego mistrzostwa Niemiec, które dwukrotnie obronił. Zakończył karierę porażką po przegranej z Robertem Stieglitzem.